# Alonso Venero
Alonso Venero (Burgos, 12 de febrero de 1488; 24 de junio de 1545) fue un dominico y escritor español.
Tras estudiar humanidades ingresó en el Convento de San Pablo en Burgos. Hizo campaña para que se juzgaran las obras de Erasmo en la Conferencia de Valladolid. En 1560 era prior del convento de Nuestra Señora de Cinco-Altares, en Burgos, donde falleció.
Escribió una crónica de España y el mundo Enchiridion de los tiempos, que le proporcionó cierta fama en la época. Se reimprimió y actualizó varias veces en los siglos XVI y XVII.
Escribió también las vidas de algunos santos de la diócesis de Burgos y otros libros sobre España que no se imprimieron.

## Obras
manuscritos:
- Historia de la insigne ciudad de Burgos
- Poligraphia, una descripción de la Península
- Agiografía, o vidas de los santos de España

libros:
- Vida y milagros del bienaventurado santo Lesmes
- Enchiridion de los tiempos